# OCZ
OCZ는 일본 굴지의 반도체 기업인 키오시아(구 도시바 메모리)가 자사의 SSD 중 일부에 사용하는 브랜드이다. OCZ 스토리지 솔루션스(OCZ Storage Solutions)는 한때 미국 캘리포니아주 산호세에 위치한 솔리드 스테이트 드라이브(SSD)의 제조업체였으며 도시바에 OCZ 테크놀로지 그룹의 SSD 자산이 판매된 이후에 형성된 새로운 기업이기도 하다. OCZ 테크놀로지가 2002년 메모리 시장에 진입한 이후, 이 회사는 컴퓨터 하드웨어 애호가 시장의 제품에 집중하고 있으며 고성능 DDR RAM, 비디오 카드, USB 드라이브, 다양한 쿨링 제품을 생산하고 있다. SATA III, PCI 익스프레스, SAS, USB 3.0 인터페이스를 사용하는 OCZ 브랜드의 SSD 장치들은 일반 고객과 기업 고객 모두를 대상으로 생산 중이다. OCZ 스토리지 솔루션스는 2016년 4월 1일 소멸되어, 도시바 아메리카 일렉트로닉 컴포넌츠에 흡수되었다.

## 역사
2002년, 캘리포니아주 산호세에 OCZ 테크놀로지 그룹이 설립되어 일반 고객 및 기업을 대상으로 솔리드 스테이트 드라이브(SSD)와 전원 공급 장치를 설계, 제조하기 시작했다.